# Jan Marco Leimeister

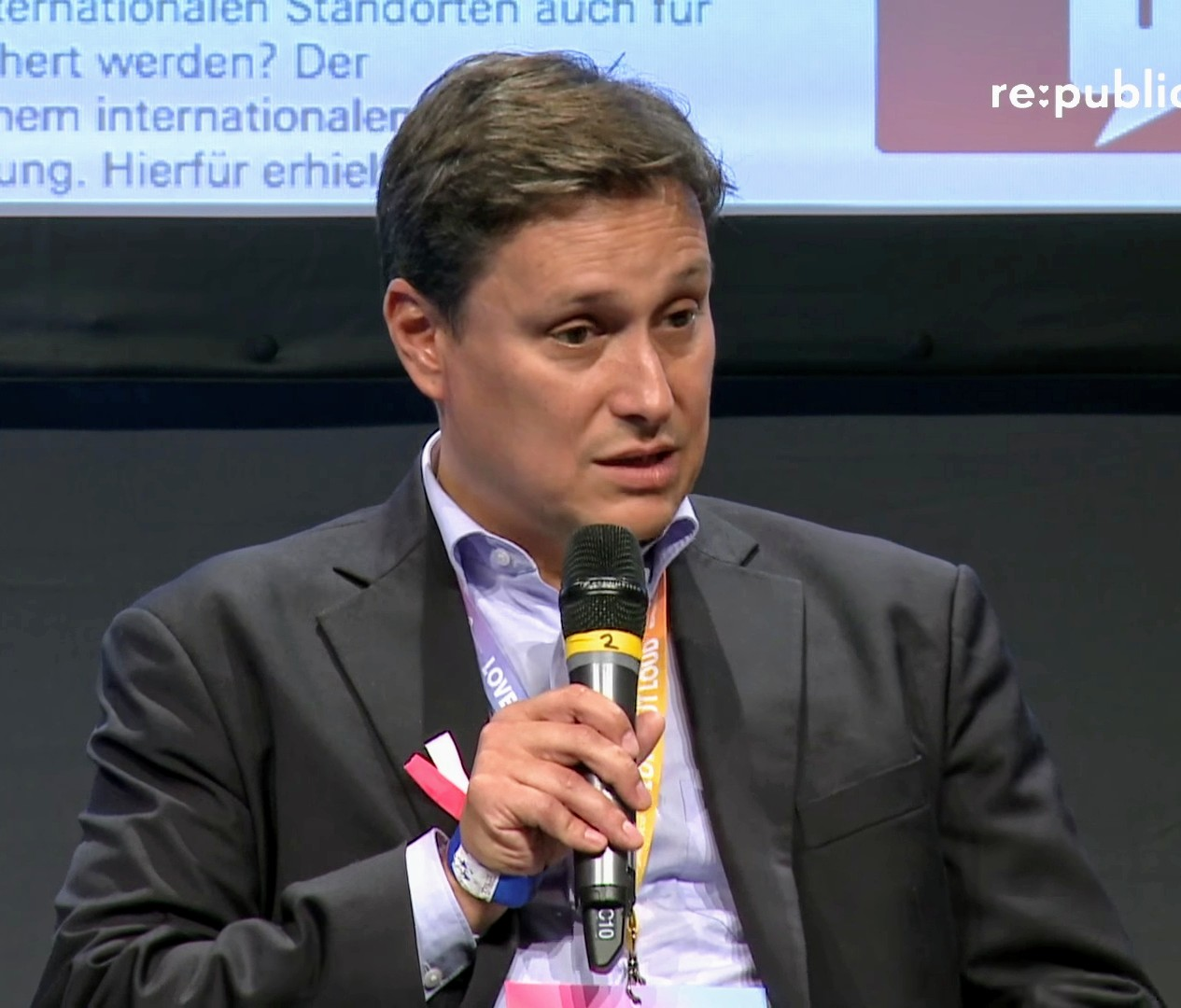
Jan Marco Leimeister (2017)

Jan Marco Leimeister (* 7. April 1974 in Bietigheim-Bissingen) ist ein deutscher Universitätsprofessor für Wirtschaftsinformatik. Er ist Ordinarius für Wirtschaftsinformatik und geschäftsführender Direktor am Institut für Wirtschaftsinformatik (IWI-HSG) der Universität St. Gallen und ist zudem Direktor am Wissenschaftlichen Zentrum für Informationstechnik-Gestaltung (ITeG) der Universität Kassel.

## Leben
Jan Marco Leimeister studierte Wirtschaftswissenschaften mit Schwerpunkt Wirtschaftsinformatik an der Universität Hohenheim, wo er auch im Bereich Wirtschaftsinformatik zum Thema systematische Entwicklung, Einführung und Betrieb Virtueller Communities mit Auszeichnung promovierte. Von 2004 bis 2008 war er an der Technischen Universität München, Institut für Informatik, Lehrstuhl für Wirtschaftsinformatik, als wissenschaftlicher Assistent tätig. Er habilitierte sich im Jahr 2008 mit einer Arbeit zu Product-Service-Systems / Hybrider Wertschöpfung in der Gesundheitswirtschaft.
Im Jahre 2008 wurde Leimeister an die Universität Kassel berufen. Er ist Inhaber des Lehrstuhls für Wirtschaftsinformatik (seit 2012 in Teilzeit) der Universität Kassel, Mitglied der Fachbereiche Wirtschaftswissenschaften und Elektrotechnik/Informatik sowie Direktor am Wissenschaftlichen Zentrum für Informationstechnik-Gestaltung ITeG. Leimeister leitet Forschungsgruppen zu Crowdsourcing, Service Design und Engineering, IT Innovation Management, Future of Learning sowie Future of Work und verantwortet diverse EU-, bundes-, landes- und industriefinanzierte Projekte.
Seit 2012 ist Leimeister zusätzlich als Professor für Wirtschaftsinformatik und seit 2014 als Ordinarius und Direktor und seit 2022 als geschäftsführender Direktor des Instituts für Wirtschaftsinformatik an der Universität St. Gallen (in Teilzeit) tätig.
Akademische Auslandsaufenthalte verbrachte er unter anderem an der Nanyang Technological University (NTU), Singapore, der National University of Singapore (NUS), der Harvard University (HBS) in Boston, Massachusetts (USA), an der University of Queensland in Brisbane (Australien), an der Columbia University und Rutgers University, Center for Advanced Information Processing (USA) sowie an der University of California, Berkeley, School of Information and Haas School of Business (USA).

## Forschung und Lehre
Leimeisters Forschungsschwerpunkte liegen im Bereich Digital Business, Digital Transformation, Dienstleistungsforschung, Crowdsourcing, Digitale Arbeit, Collaboration Engineering und IT Innovationsmanagement. Er unterrichtet in diversen Executive Education Programmen zu diesen Themen. Leimeister berät in diesen Themengebieten zahlreiche Unternehmen und öffentlichen Institutionen, unter anderem die Bundesregierung. Am 3. September 2018 stand er als renommierter Experte im Themenbereich Crowdsourcing und Digitale Arbeit beim Zukunftsgespräch der Bundesregierung auf Schloss Meseberg Kanzlerin Angela Merkel und Mitgliedern des Bundeskabinetts Rede und Antwort.
Forschungsaufenthalte führten ihn unter anderem an die University of Maryland, Columbia University, University of Queensland, University of California, Berkeley und Harvard University.
Leimeister war Program Chair bei der European Conference on Information Systems (ECIS) 2014, Gesamtleiter der Konferenz Wirtschaftsinformatik (WI) 2017 in St. Gallen als Co-Conference Chair und Program Chairs der International Conference on Information Systems (ICIS) 2019. Er ist Mitglied des AIS Senior Scholar Colleges sowie aktiv in Gremien verschiedener hochrangiger Information Systems/Wirtschaftsinformatik-Journals (Journal of Information Technology JIT, Journal of Management Information Systems JMIS und Journal Business & Information Systems Engineering BISE). Von Juli 2017 bis Juli 2019 übernahm Leimeister den Vorsitz der Wissenschaftlichen Kommission Wirtschaftsinformatik (WKWI) im Verband der Hochschullehrer für Betriebswirtschaft e.V. (VHB).
Von 1. September 2021 bis 31. August 2024 ist Leimeister Vice President for Education der AIS (Association for Information Systems), der weltweiten Organisation für Wirtschaftsinformatik / Information Systems.
Seit 2009 zählt er regelmäßig zu den Top 1 % der produktivsten Forscher und Professoren im Bereich Betriebswirtschaftslehre im deutschsprachigen Raum.

## Auszeichnungen und Ehrungen
- 2024: Top 2 % der meist zitierten Wirtschaftsinformatiker weltweit[14] und Top 1% / Platz 21 (von über 3000) der forschungsstärksten BWL-Professoren in D, A, CH auf Basis der Publikationsleistung der letzten 5 Jahre[15]
- 2020: Platz 12 der forschungsstärksten BWL-Professoren auf Basis der Publikationsleistung der letzten 5 Jahre  sowie Platz 10 im Ranking der Lebenswerke, gemessen an der Publikationsleistung seit Karrierebeginn (von 3.346 untersuchten BWL-Forschern) im Ranking der Zeitschrift Wirtschaftswoche
- 2019: Platz 4 der forschungsstärksten BWL-Professoren auf Basis der Publikationsleistung der letzten 5 Jahre sowie Platz 8 im Ranking der Lebenswerke, gemessen an der Publikationsleistung seit Karrierebeginn (von 2.824 untersuchten BWL-Forschern)[16] im Ranking der der Zeitschrift Wirtschaftswoche.[17][18]
- 2014: Platz 13 aller BWL-Professoren auf Basis der Publikationsleistung der letzten 5 Jahre (von über 2600 untersuchten Forschern aus D/A/CH) im Ranking der Zeitschrift Handelsblatt.[19]
- 2012: Forschungsstärkster Wirtschaftsinformatiker unter 40 Jahren und Platz 31 der forschungsstärksten BWL-Professoren auf Basis der Publikationsleistung der letzten 5 Jahre (von über 3000 untersuchten Forschern aus D/A/CH) im Ranking der Zeitschrift Handelsblatt.[20]
- 2009: Unter den forschungsstärksten fünf Wirtschaftsinformatikern auf Basis der Publikationsleistung der letzten 5 Jahre (von über 2100 untersuchten Forschern aus D/A/CH) im Ranking der Zeitschrift Handelsblatt.[21]
- 2010: TUM Research Excellence Award im Themenfeld Innovation und Leadership[22]
- 2013: Emerald Citation of Excellence Award[23]
- 2009: Hessischer Hochschulpreis für Exzellenz in der Lehre.[24]
- 2016: AIS Award for Innovation in Teaching der Association for Information Systems (AIS).[25]
- 2018: Top 25 im Research Scholar-Ranking der Association for Information Systems (AIS), basierend auf den Veröffentlichungen von 2015 bis 2017 in den acht bedeutendsten Information Systems (Wirtschaftsinformatik)-Journals.[26]

## Publikationen
- Gesamtpublikationsübersicht